# Villeneuve-sous-Dammartin
Villeneuve-sous-Dammartin település Franciaországban, Seine-et-Marne megyében. Lakosainak száma 612 fő (2022. január 1.). Villeneuve-sous-Dammartin Longperrier, Dammartin-en-Goële, Le Mesnil-Amelot, Moussy-le-Vieux és Thieux községekkel határos.

## Népesség
A település népessége az elmúlt években az alábbi módon változott:
| Lakosok száma | 646  | 654  | 651  | 641  | 643  | 645  | 645  | 628  | 612  |
|               | 2013 | 2015 | 2016 | 2017 | 2018 | 2019 | 2020 | 2021 | 2022 |